# Frank Stemper
Frank Stemper (Milwaukee, Wisconsin, 19 oktober 1951) is een Amerikaans componist, muziekpedagoog en dirigent.

## Levensloop
Stemper studeerde aan de Universiteit van Wisconsin in Milwaukee compositie bij John Downey. Hij wisselde aan de Universiteit van Brits-Columbia in Vancouver, Canada, onder andere piano bij Robert Silverman en behaalde daar zijn Bachelor of Music. Aan de Universiteit van Boston in Boston, Massachusetts, studeerde hij aansluitend, maar wisselde dan aan de Stony Brook State University of New York (SUNY) in Stony Brook, waar hij onder andere muziektheorie bij David Levin studeerde en zijn Master of Music behaalde. Aan de Universiteit van Californië - Berkeley studeerde hij onder andere compositie bij Andrew Imbrie en promoveerde tot Ph.D. (Philosophiæ Doctor). Verdere compositieleraren waren Olly Wilson, Edwin Dugger, Seymour Shifrin en Betsy Jolas.
In 1981 kreeg hij de George Ladd Prix de Paris en kon met deze studiebeurs twee jaren in Parijs studeren. Maar hij kreeg ook andere prijzen, zoals de Phi Kappa Phi Artist Artistic Achievement Award, de fellowship van de Rockefeller Foundation, de National Endowment for the Arts, van de Illinois Arts Council en de American Music Center en prijzen van de American Society of Composers, Authors and Publishers (ASCAP).
Sinds zijn terugkomst naar de Verenigde Staten is hij professor voor compositie, muziektheorie, computer-compositie en de geschiedenis van moderne muziek aan de Universiteit van Zuid-Illinois in Carbondale (Illinois). Hij is ook dirigent van het New Music Ensemble en medeoprichter van het Centrum voor experimentele muziek aan deze universiteit. Sinds 1996 is hij hoofd voor de gradueerden studies aan de School of Music van deze universiteit.

## Composities

### Werken voor orkest
- 1978 Concerto, voor viool en orkest (Première 1982 door het "Utrecht Conservatorium Orkest", Utrecht, o.l.v. Melvin Margolis, Maria Teofilova, viool soliste)
- 1992 Symphony Alesia, voor orkest
- 1993 Morning Dance, voor orgel en orkest
- 2003 Secrets of War, voor piano en orkest

### Werken voor harmonieorkest
- 1988 Hoye's Tribute, voor harmonieorkest

### Werken voor koren
- 1995 Praise, voor 5-stemmig gemengd koor, trompet, hoorn, trombone, orgel, piano en slagwerk
- 1980 Written in response to a request for a Manifesto on music, 1952, voor gemengd koor
- 1998 By Night my mind, voor kamerkoor en piano solo
- 2005 A brief message from Makanda, Illinois, voor gemengd koor - tekst: Senator Paul Simon

### Vocale muziek
- 1981 Seamaster, voor sopraan en kamerorkest - tekst: Kevin Lynch
- 1985 My breakfast with Ronald, voor sopraan, klarinet en piano - tekst: Kevin Lynch
- 1990 Remembering Fire, voor sopraan, viool, basklarinet, piano en slagwerk - tekst: Rodney Jones
- 1997 On Ferrai quelque choses de toi si le petit couchon ne te mange pas, voor sopraan en 13 instrumenten
- 2005 A Love imagined, zangcyclus - acht liederen van tien gedichten van Herbert Scott, voor hoge stem en piano
- 2007 Sinfonia Colibri, over 3 gedichten van Octavio Paz voor tenor, gitaar, elektrische gitaar en orkest

### Kamermuziek
- 1977 Humble Cake, voor dwarsfluit, klarinet, basklarinet, viool en cello
- 1982 Strijkkwartet
- 1983 Double Wind Trio, voor hobo, fagot en piano
- 1984 Chameleon, voor klarinet, strijktrio en piano
- 1984 Dreams, voor blazerskwintet
- 1986 Second diary, voor klarinet (of altsaxofoon) en piano
- 1988 Some Things, voor dwarsfluit, klarinet, viool, cello en piano
- 1991 Viktorsberg, voor altviool en 'cello duet in 5 delen
- 1991-1992 Home again, voor koper trio
- 1994 Modern Rituals for a primitive Society, voor hobo, klarinet, fagot, viool, cello, piano en slagwerk
- 1996 Hope, voor altviool en ‘cello duet
- 1999 So it goes, voor klarinet, trompet, piano en slagwerk
- 2001 Bind, voor dwarsfluit en piano
  1. Intelligent and Beautiful
  2. Ruby
  3. One Was Larger
- 2001 Rock bottom, voor altviool en piano
- 2002 Toot tooT, voor trompet, trombone en piano
- 2002 Easy mad, voor klarinet en altsaxofoon
- 2004 (Seven) Separate Ways, voor hobo, klarinet, fagot, viool, cello, piano en slagwerk
- 2005 Trio Politic, voor altviool, cello en piano
  1. Greed
  2. Contemmpt
  3. Nepotism
- 2005 Rope: Two Variations on a Bad Seed, voor altsaxofoon, cello en piano
  1. Bad Seed
  2. Lament into Madness
- 2006 Three pieces, voor klarinet en piano

### Werken voor orgel
- 1988 Trylongenesis

### Werken voor piano
- 1987 Piano Sonata
- 1989-1990 Ever since that day, voor twee piano's
- 2006 Six short piano pieces
- 2007 Global Warning

### Computermuziek
- 1999 Panic 2000, voor solo slagwerker en digitaal audio
- 2000 Sounds for the Gallery Reception, Sonic installatie voor zanger, altsaxofoon en synthesizer, met MIDI sequencers, processors, samplers en 4 kanaal sound diffusie
- 2003 2304: Between the alley and the shorewood Sanitarium, voor altsaxofoon en digitaal audio